# Vélo hybride

Positionnement des différents vélos hybrides.

Un vélo hybride est un vélo auquel la fabrication et l'équipement confèrent les qualités de plusieurs vélos spécialisés (vélo de ville, vélo tout-terrain ou vélo de route) dans le but de le rendre plus polyvalent. Il sont représentés principalement par les vélos tout chemin (ou vélos de randonnée), les vélos fitness (ou route flatbar) et les gravels.

## Vélo tout chemin (VTC)

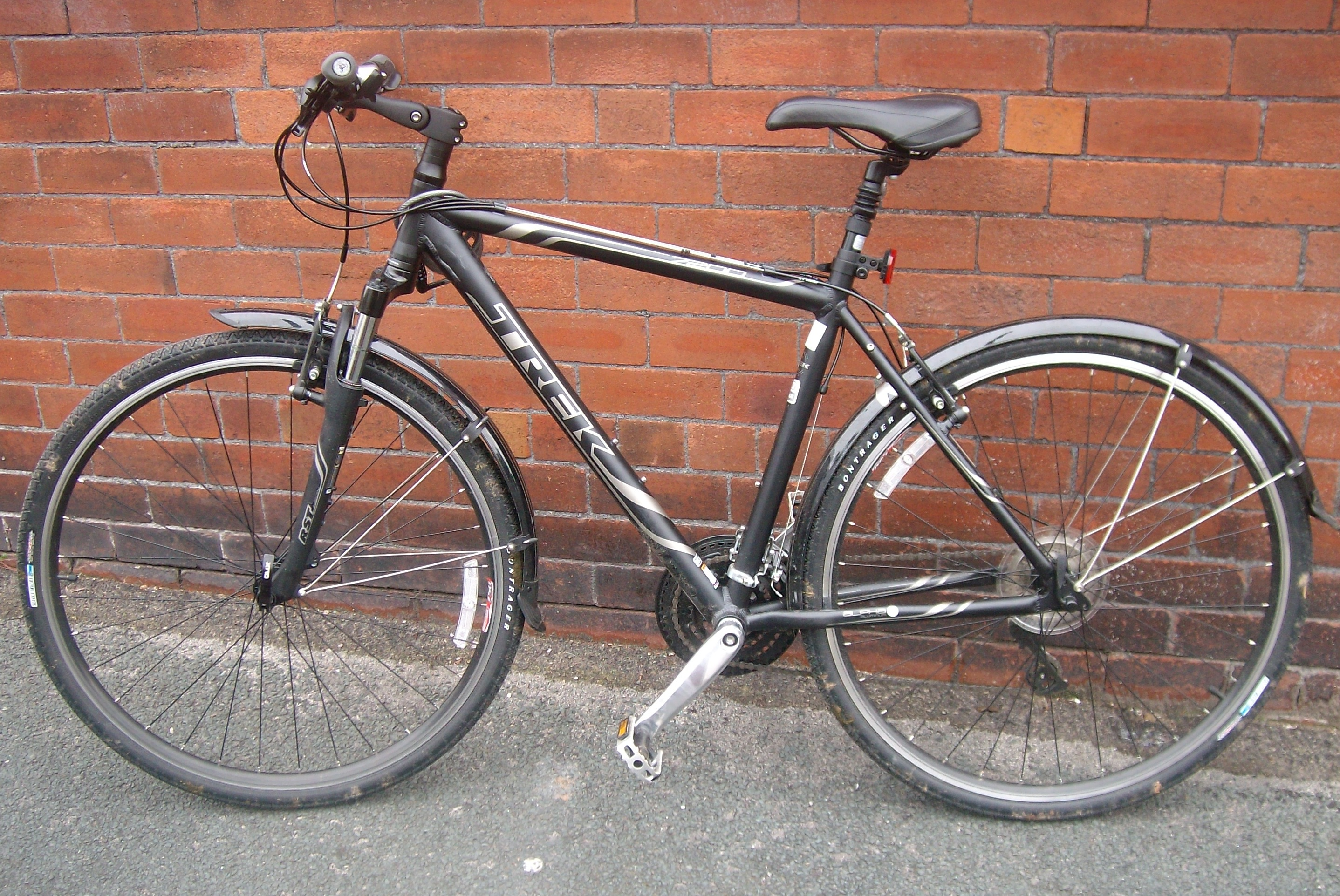
Les vélos tout chemin, adaptés aux chemins, reprennent souvent la fourche suspendue des VTT.

Le vélo tout chemin (VTC), ou vélo de trekking, combine les capacités d'évolution en terrain accidenté du vélo tout-terrain (VTT) et le confort d'utilisation quotidienne du vélo de ville (grandes roues, capacités d'emport). La position est intermédiaire entre celle d'un VTT et celle d'un vélo de ville. Il est habituellement composé d'un cintre droit issu du VTT et de pneus plus larges qu'un vélo de route. Il est couramment utilisé pour le voyage à vélo traditionnel ou le bikepacking.

## Vélo fitness

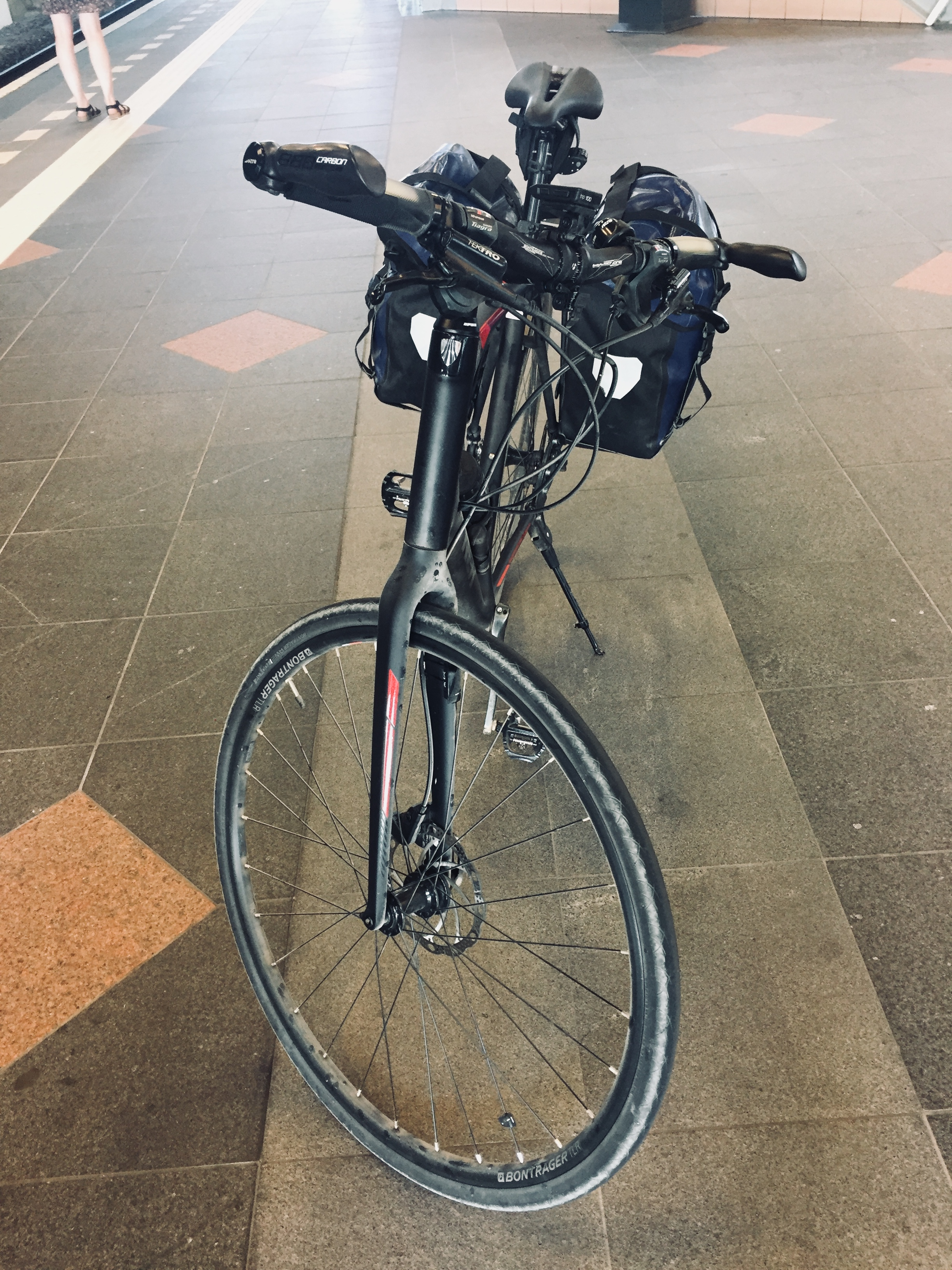
Vélo hybride de type vélo fitness reprenant des caractéristiques du vélo de route (roues, géométrie du cadre, faible poids) et du vélo de ville (cintre droit, porte-bagages) le rendant ainsi plus adapté aux migrations pendulaires.

Le vélo fitness, aussi appelé vélo urbain sportif, vélo de route flatbar combine quant à lui des caractéristiques du vélo de ville et du vélo de route afin d'être plus efficace (plus rapide) sur des distances plus longues en milieu urbain et périurbain. Il est typiquement utilisé par les vétotafeurs qui cherchent une pratique quotidienne rapide et sportive tout en conservant l'avantage sécuritaire du cintre plat en milieu urbain. La position, incliné vers l'avant est en revanche très proche de celle du vélo de route. Le gravel flatbar se situe entre ce type de vélo et le gravel proprement dit.

## Cyclo-cross, gravel et monstercross

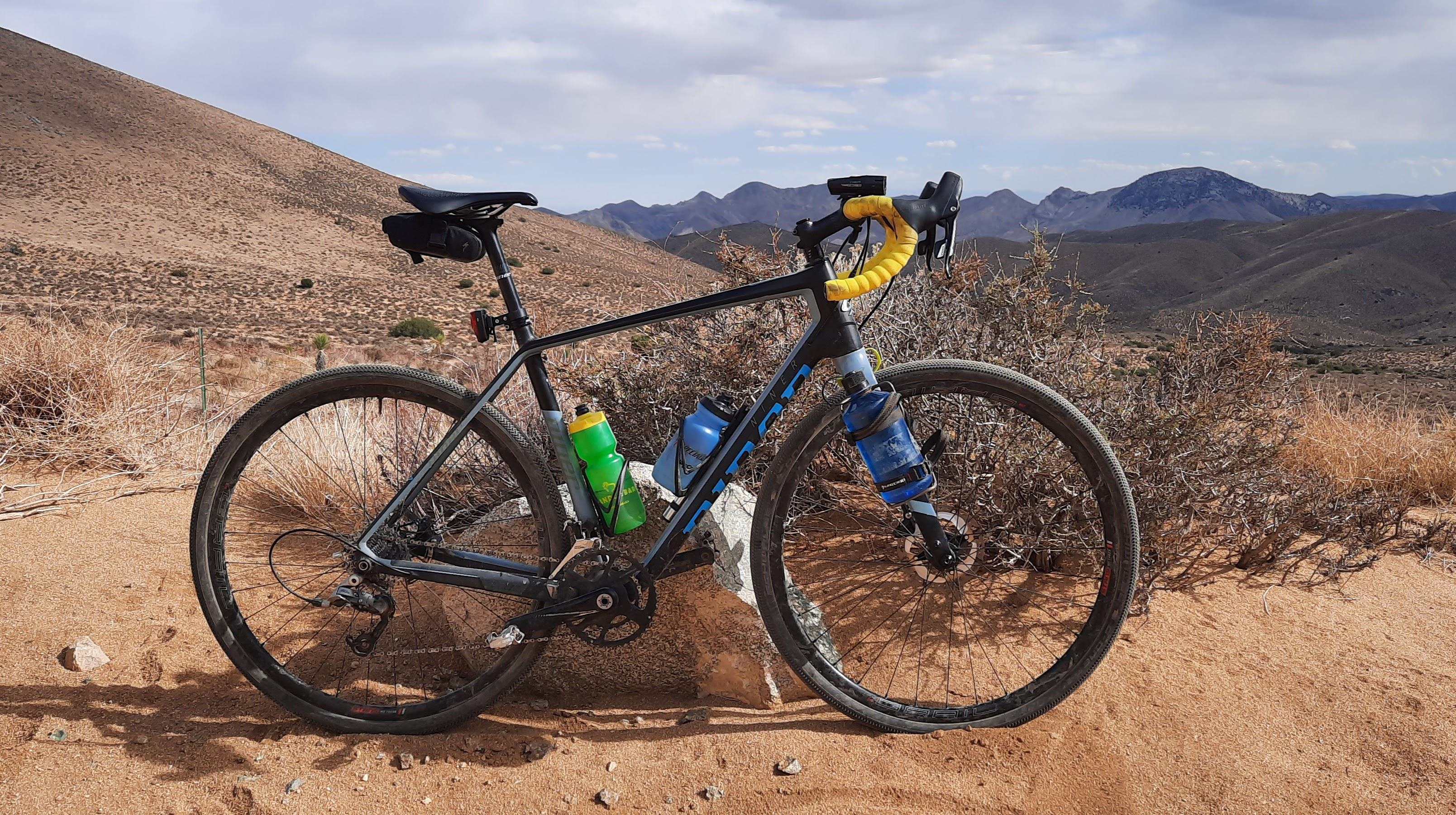
Vélo hybride de type gravel permettant une utilisation sportive sur les sentiers.

Enfin le vélo de cyclo-cross et sa variante plus récente appelée gravel, combinent la rapidité du vélo de route avec les capacités d'évolution en terrain accidenté du VTT. Le cyclo-cross, muni de pneus plus fins est davantage adapté à une pratique sportive sur chemins. Le gravel est lui muni de pneus plus larges et est davantage adapté aux sorties plus longues et au bikepacking. Enfin, le monstercross se rapproche quant à lui davantage du VTT en reprenant les roues, pneumatiques et le cadre des VTT rigides ou semi-rigides, mais en y intégrant un cintre de vélo de route. Les monstercross sont généralement équipés de suspensions avant ou de pneus très larges parfois proches de ceux des fatbikes.

## Assistance électrique
Les vélos hybrides peuvent bénéficier de l'assistance électrique. Cette dernière concerne toutefois davantage les VTC et très rarement les gravels et vélos urbains sportifs. En effet la base de vélo de route sur laquelle ces derniers sont conçus leur permet d'atteindre facilement les 25 km/h de limite d'assistance sans y avoir recours.